# 51ste Oscaruitreiking
De 51ste Oscaruitreiking, waarbij prijzen werden uitgereikt aan de beste prestaties in films uit 1978, vond plaats op 9 april 1979 in het Dorothy Chandler Pavilion in Los Angeles. De ceremonie werd voor de eerste keer gepresenteerd door de Amerikaanse presentator Johnny Carson.
De grote winnaar van de avond was The Deer Hunter, met in totaal negen nominaties en vijf Oscars.

## Winnaars en genomineerden
De winnaars staan bovenaan in vet lettertype.

#### Beste film
- The Deer Hunter
  - Coming Home
  - Heaven Can Wait
  - Midnight Express
  - An Unmarried Woman

#### Beste regisseur
- Michael Cimino - The Deer Hunter
  - Woody Allen - Interiors
  - Hal Ashby - Coming Home
  - Warren Beatty en Buck Henry - Heaven Can Wait
  - Alan Parker - Midnight Express

#### Beste mannelijke hoofdrol
- Jon Voight - Coming Home
  - Warren Beatty - Heaven Can Wait
  - Gary Busey - The Buddy Holly Story
  - Robert De Niro - The Deer Hunter
  - Laurence Olivier - The Boys from Brazil

#### Beste vrouwelijke hoofdrol
- Jane Fonda - Coming Home
  - Ingrid Bergman - Autumn Sonata
  - Ellen Burstyn - Same Time, Next Year
  - Jill Clayburgh - An Unmarried Woman
  - Geraldine Page - Interiors

#### Beste mannelijke bijrol
- Christopher Walken - The Deer Hunter
  - Bruce Dern - Coming Home
  - Richard Farnsworth - Comes a Horseman
  - John Hurt - Midnight Express
  - Jack Warden - Heaven Can Wait

#### Beste vrouwelijke bijrol
- Maggie Smith - California Suite
  - Dyan Cannon - Heaven Can Wait
  - Penelope Milford - Coming Home
  - Maureen Stapleton - Interiors
  - Meryl Streep - The Deer Hunter

#### Beste originele scenario
- Coming Home - Nancy Dowd, Waldo Salt en Robert C. Jones
  - Autumn Sonata - Ingmar Bergman
  - The Deer Hunter - Michael Cimino, Deric Washburn, Louis Garfinkle en Quinn K. Redeker
  - Interiors - Woody Allen
  - An Unmarried Woman - Paul Mazursky

#### Beste bewerkte scenario
- Midnight Express - Oliver Stone
  - Bloodbrothers - Walter Newman
  - California Suite - Neil Simon
  - Heaven Can Wait - Elaine May en Warren Beatty
  - Same Time, Next Year - Bernard Slade

#### Beste niet-Engelstalige film
- Get Out Your Handkerchiefs - Frankrijk
  - The Glass Cell - West-Duitsland
  - Hungarians - Hongarije
  - Viva Italia! - Italië
  - White Bim Black Ear - Sovjet-Unie

#### Beste documentaire
- Scared Straight! - Arnold Shapiro
  - The Lovers' Wind - Albert Lamorisse
  - Mysterious Castles of Clay - Alan Root
  - Raoni - Jean-Pierre Dutilleux, Barry Williams en Michel Gast
  - With Babies and Banners: Story of the Women's Emergency Brigade - Anne Bohlen, Lyn Goldfarb en Lorraine Gray

#### Beste camerawerk
- Days of Heaven - Nestor Almendros
  - The Deer Hunter - Vilmos Zsigmond
  - Heaven Can Wait - William A. Fraker
  - Same Time, Next Year - Robert Surtees
  - The Wiz - Oswald Morris

#### Beste montage
- The Deer Hunter - Peter Zinner
  - The Boys from Brazil - Robert E. Swink
  - Coming Home - Don Zimmerman
  - Midnight Express - Gerry Hambling
  - Superman - Stuart Baird

#### Beste artdirection
- Heaven Can Wait - Paul Sylbert, Edwin O'Donovan en George Gaines
  - The Brink's Job - Dean Tavoularis, Angelo Graham, George R. Nelson en Bruce Kay
  - California Suite - Albert Brenner en Marvin March
  - Interiors - Mel Bourne en Daniel Robert
  - The Wiz - Tony Walton, Philip Rosenberg, Edward Stewart en Robert Drumheller

#### Beste originele muziek
- Midnight Express - Giorgio Moroder
  - The Boys from Brazil - Jerry Goldsmith
  - Days of Heaven - Ennio Morricone
  - Heaven Can Wait - Dave Grusin
  - Superman - John Williams

#### Beste bewerkte muziek
- The Buddy Holly Story - Joe Renzetti
  - Pretty Baby - Jerry Wexler
  - The Wiz - Quincy Jones

#### Beste originele nummer
- "Last Dance" uit Thank God It's Friday - Muziek en tekst: Paul Jabara
  - "Hopelessly Devoted to You" uit Grease - Muziek en tekst: John Farrar
  - "The Last Time I Felt Like This" uit Same Time, Next Year - Muziek: Marvin Hamlisch, tekst: Alan Bergman en Marilyn Bergman
  - "Ready to Take a Chance Again" uit Foul Play - Muziek: Charles Fox, tekst: Norman Gimbel
  - "When You're Loved" uit The Magic of Lassie - Muziek en tekst: Richard M. Sherman en Robert B. Sherman

#### Beste geluid
- The Deer Hunter - Richard Portman, William McCaughey, Aaron Rochin en Darin Knight
  - The Buddy Holly Story - Tex Rudloff, Joel Fein, Curly Thirlwell en Willie Burton
  - Days of Heaven - John K. Wilkinson, Robert W. Glass jr., John T. Reitz en Barry Thomas
  - Hooper - Robert Knudson, Robert J. Glass, Don MacDougall en Jack Solomon
  - Superman - Gordon K. McCallum, Graham Hartstone, Nicolas Le Messurier en Roy Charman

#### Beste visuele effecten
- Superman - Les Bowie, Colin Chilvers, Denys Coop, Roy Field, Derek Meddings en Zoran Perisic[2]

#### Beste kostuumontwerp
- Death on the Nile - Anthony Powell
  - Caravans - Renie Conley
  - Days of Heaven - Patricia Norris
  - The Swarm - Paul Zastupnevich
  - The Wiz - Tony Walton

#### Beste korte film
- Teenage Father - Taylor Hackford
  - A Different Approach - Jim Belcher en Fern Field
  - Mandy's Grandmother - Andrew Sugerman
  - Strange Fruit - Seth Pinsker

#### Beste korte animatiefilm
- Special Delivery - Eunice Macaulay en John Weldon
  - Oh My Darling - Nico Crama
  - Rip Van Winkle - Will Vinton

#### Beste korte documentaire
- The Flight of the Gossamer Condor - Jacqueline Phillips Shedd en Ben Shedd
  - The Divided Trail: A Native American Odyssey - Jerry Aronson
  - An Encounter with Faces - K.K. Kapil
  - Goodnight Miss Ann - August Cinquegrana
  - Squires of San Quentin - J. Gary Mitchell

#### Jean Hersholt Humanitarian Award
- Leo Jaffe

#### Ere-award
- Walter Lantz, voor het brengen van vreugde en gelach naar elk deel van de wereld door zijn unieke geanimeerde films.
- Museum of Modern Art Department of Film, voor de bijdrage die het heeft geleverd aan de publieke perceptie van films als kunstvorm.
- Laurence Olivier, voor zijn volledige oeuvre, voor de unieke prestaties van zijn hele carrière en zijn levenslange bijdrage aan de filmkunst.[3]

## Films met meerdere nominaties
De volgende films ontvingen meerdere nominaties:
| Nominaties | Film                  | Awards |
| ---------- | --------------------- | ------ |
| 9          | The Deer Hunter       | 5      |
| 9          | Heaven Can Wait       | 1      |
| 8          | Coming Home           | 3      |
| 6          | Midnight Express      | 2      |
| 5          | Interiors             |        |
| 4          | Days of Heaven        | 1      |
| 4          | Same Time, Next Year  |        |
| 4          | Superman              | 1      |
| 4          | The Wiz               |        |
| 3          | The Boys from Brazil  |        |
| 3          | The Buddy Holly Story | 1      |
| 3          | California Suite      | 1      |
| 3          | An Unmarried Woman    |        |
| 2          | Autumn Sonata         |        |